# Dendropaemon quadratus
Dendropaemon quadratus är en skalbaggsart som beskrevs av François Louis Nompar de Caumont de Laporte 1832. Dendropaemon quadratus ingår i släktet Dendropaemon och familjen bladhorningar. Inga underarter finns listade i Catalogue of Life.